# 稚内ラジオ中継局

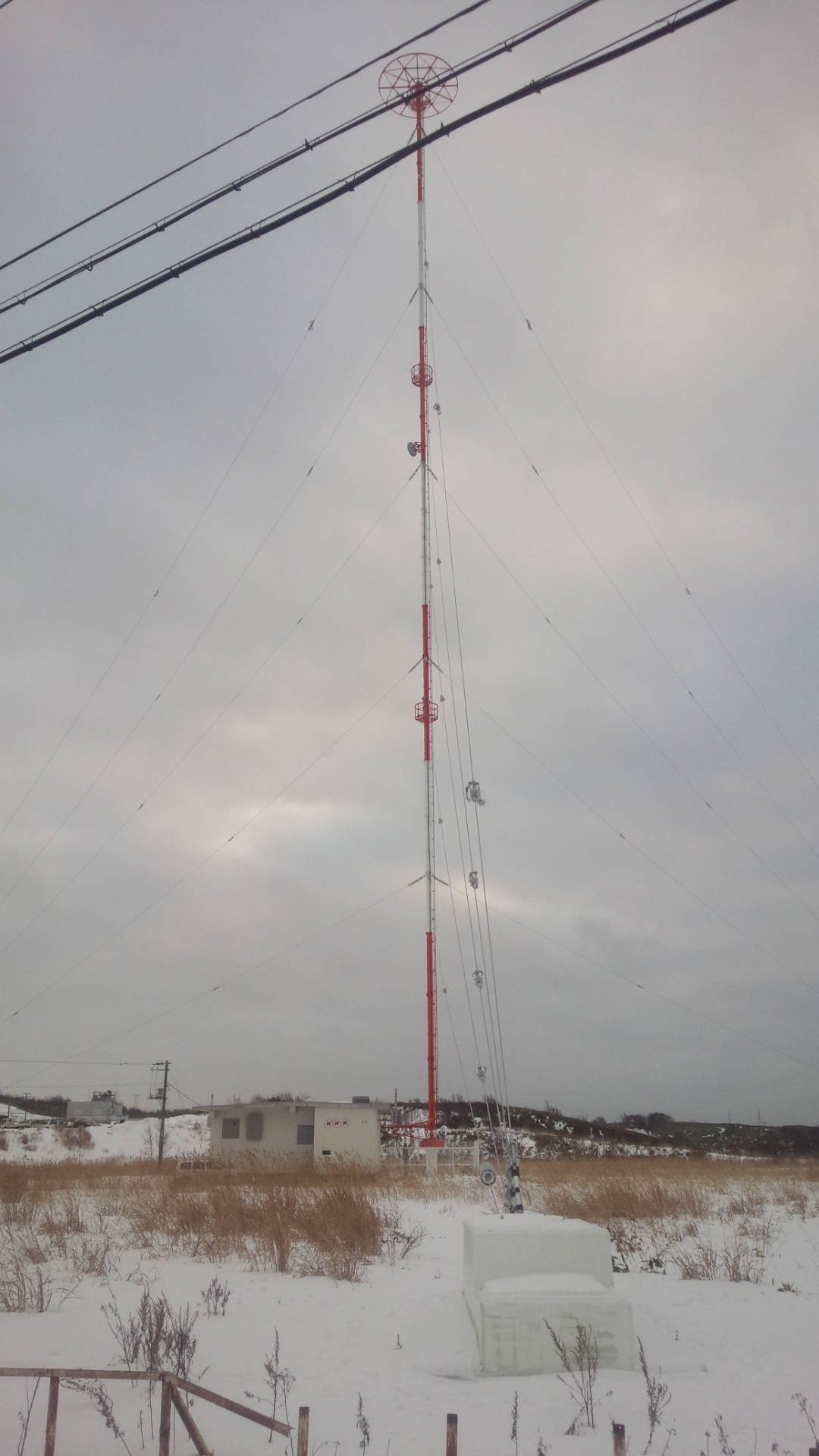
稚内ラジオ中継局（NHK）

稚内ラジオ中継局（わっかないラジオちゅうけいきょく）は、北海道稚内市にある中波放送中継局の総称。正式な名称は、NHKが放送局としてはNHK稚内放送局（中継局は通称）、送信施設としては稚内ラジオ中継放送所である。中波放送としては日本最北端の放送中継局である。

## 概要
中継局はNHK旭川放送局は稚内市新光町、民放2局は稚内市港4丁目（稚内港小学校裏手）に置かれている。
電波発射エリアは宗谷北部（稚内市、豊富町全域、猿払村の一部）と利尻島・礼文島（利尻富士町、利尻町、礼文町）となっている。

## 中継局概要
| 周波数 （kHz） | 放送局名       | 呼出符号 | 空中線 電力 | 放送対象地域                        | 放送区域 内世帯数 | 開局日         |
| -------------- | -------------- | -------- | ----------- | ----------------------------------- | ----------------- | -------------- |
| 927            | NHK 旭川第1    | なし     | 1kW         | 道北圏（上川・留萌・ 宗谷・北空知） | 約2万6500世帯     | 1947年 3月21日 |
| 1197           | STV ラジオ     | なし     | 1kW         | 北海道                              | 約2万6500世帯     | 1986年 11月6日 |
| 1368           | HBC 北海道放送 | JOTS     | 1kW         | 北海道                              | 約2万6500世帯     | 1986年 11月6日 |
| 1467           | NHK 旭川第2    | なし     | 1kW         | 全国                                | 約2万6500世帯     | 1953年 3月29日 |

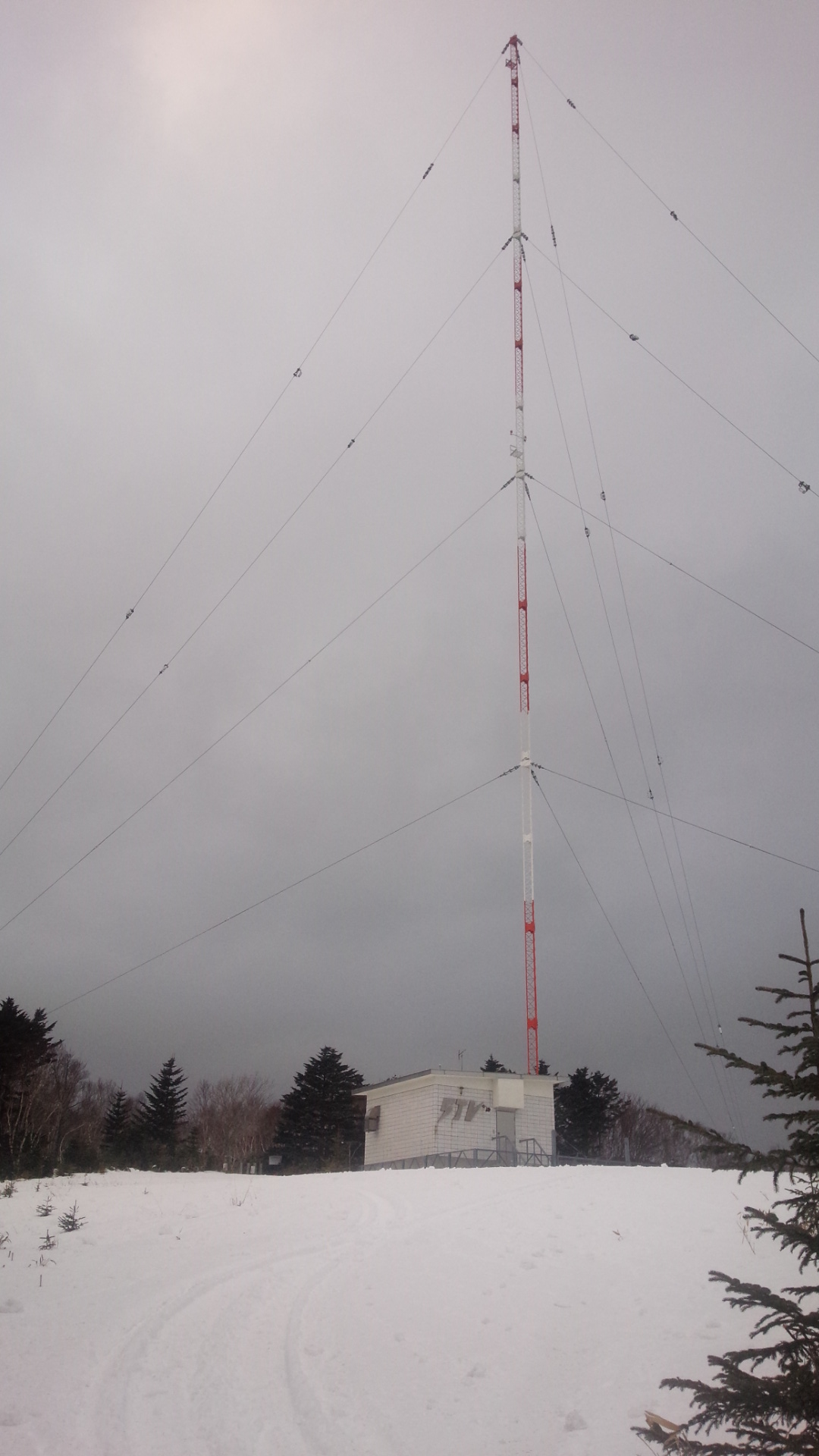
稚内ラジオ中継局（STVラジオ）

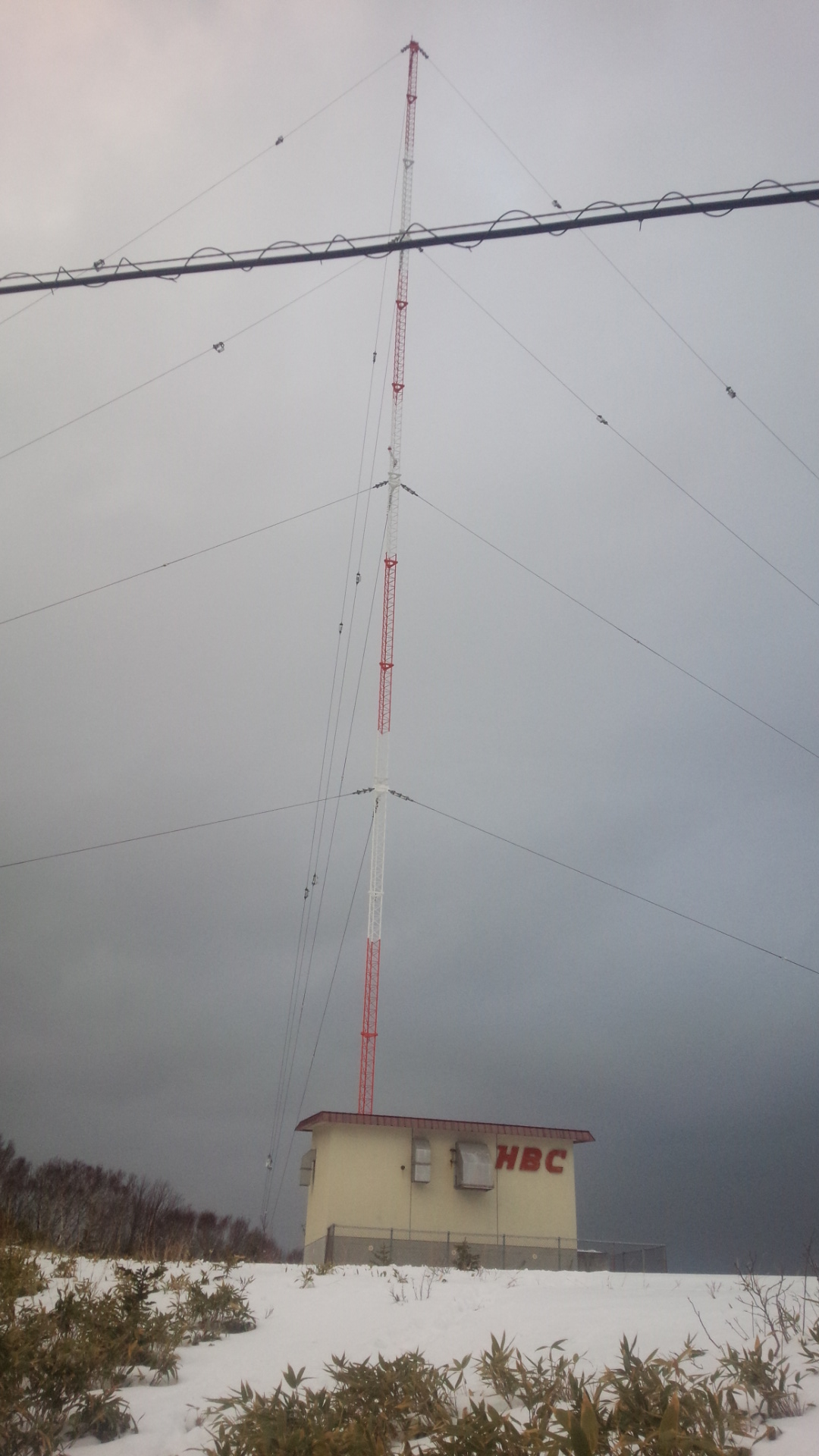
稚内ラジオ中継局（HBCラジオ）

- NHKの呼出符号は、第1放送がJOIQ、第2放送がJOIYであったが、1967年11月1日に廃止された。
- なお、呼出符号「JOIQ」は、1982年11月1日以降室蘭放送局ラジオ第1放送・FM放送・総合テレビに再割り当てされ、「JOIY」は、1996年10月1日に開局した岩手朝日テレビに再割り当てされた。
- STVラジオの施設の維持管理は、親会社の札幌テレビ放送が引き続き担当している。